# 시빌 워: 분열의 시대
《시빌 워: 분열의 시대》(영어: Civil War)는 2024년 개봉한 디스토피아 액션 스릴러 영화 로 알렉스 가랜드가 각본과 감독을 맡았으며, 커스틴 던스트, 바그네르 모라, 케일리 스페이니, 스티븐 매킨리 헨더슨, 미즈노 소노야, 닉 오퍼먼이 출연했다. 미국에서 전제적인 연방 정부와 분리주의 세력 사이에 벌어진 내전 중 반군이 수도를 점령하기 전에 대통령을 인터뷰하기 위해 뉴욕에서 워싱턴 D.C.로 여행하는 종군 기자 일행의 이야기를 담고 있다.
2022년 조지아주 애틀랜타에서 본 촬영이 시작되었고, 그해 말에 런던에서 이어서 제작되었다. 2024년 3월 14일 사우스 바이 사우스웨스트에서 시사회를 가졌으며, 미국에서는 A24를 통해 2024년 4월 12일에 극장 개봉했다. 5천만 달러가 투입되어 당시 A24에서 가장 많은 제작비가 들어간 영화였다. 전 세계적으로 1억 2,620만 달러 이상의 수익을 올려 A24에서 두 번째로 높은 수익을 올린 영화가 되었으며, 비평가들로부터 전체적으로 긍정적인 평가를 받았다.

## 줄거리
미국에서 3선 대통령이 이끄는 권위주의 연방 정부와 분리주의 세력 간의 내전이 일어난다. 대통령 측은 승리가 임박했다고 주장하지만, 텍사스와 캘리포니아가 이끄는 "서부군"(WF)이 곧 워싱턴 D.C.에 도달할 것이라는 예상이 널리 퍼져 있다. 뉴욕에서 자살 폭탄 테러에서 살아남은 뒤, 지친 베테랑 종군 사진기자 리 스미스와 동료 언론인 조엘은 멘토 새미를 만나 고립된 대통령을 인터뷰할 계획을 공유한다. 새미는 수도로 향하는 것을 만류하며 버지니아 샬러츠빌의 최전선까지 가기로 한다. 다음날 아침, 리는 조엘이 폭탄 테러 당시 리가 만난 야심찬 젊은 사진 기자 제시 컬렌을 합류시키는 것을 허락했다는 것을 알게 된다.
도시를 출발한 후, 일행은 무장한 남자들이  주유소에서 기름을 사기 위해 들른다. 제시는 근처 세차장에서 남자들에게 고문당한 두 약탈자를  발견한다. 경비원 중 한 명이 제시를 쫓지만, 리는 그 남자가 피해자들과 함께 포즈를 취하는 모습을 사진으로 찍어 상황을 진정시킨다. 나중에 제시는 사진을 찍는 게 너무 무서웠다고 자신을 질책한다.
이들은 계속되는 싸움이 벌어지는 곳에서 하룻밤을 지낸 뒤, 다음 날 분리주의 민병대가 연방 들이 점유한 건물을 성공적으로 점령하는 모습을 촬영한다. 리는 제시가 전쟁 사진작가로서의 잠재력을 가지고 있다는 것을 알아차리고 제시를 멘토링하기 시작하고, 제시는 분리주의자들이 포로를 처형하는 모습을 사진으로 찍는다. 일행은 난민 캠프에서 밤을 보내고 전쟁을 모른 척하며 살아가는 마을을 지나간다.
이후 크리스마스 축제의 잔해 속에서 저격전에 휘말린다. 근처에 있는 저격수들에게 조엘이 어느 편을 위해 싸우는지 묻자 저격수들은 대답하는 대신 조엘을 조롱하며, 자신을 죽이려는 사람들을 죽이고 있다고 상황을 요약해준다. 폭력에 무감각해져가는 제시의 사진 촬영 기술은 점점 발전해간다. 제시는 리가 전투 지역에서 죽을 경우 자신의 사진을 찍어줄 수 있겠느냐고 묻고, 리는 그렇다고 대답한다.
계속 워싱턴 DC를 향해가던 일행은 구면이던 외국 기자 토니와 보하이를 만난다. 토니와 제시가 차를 바꿔 타고 제시가 탄 차를 보하이는 차를 앞서 운전해간다. 다른 사람들이 따라잡았을 때, 그 둘은 군복을 입은 군인들에게 총구를 겨누어져 있었고, 군인들은 민간인들을 구덩이에 묻고 있었다. 새미는 나머지 세 명이 석방 협상을 시도하는 동안 뒤에 남았지만, 군인들의 지도자는 보하이와 토니를 "미국인"이 아니라는 이유로 처형한다. 새미는 트럭을 군인들에게 들이받아 일행을 구하지만, 도망가던 중 총에 맞아 치명상을 입어 사망한다.
정신적 충격을 받은 나머지 세 사람은 샬러츠빌에 있는 서부군 주둔지에 도착하여 대부분의 연방 정부 세력이 항복해 현재 워싱턴 D.C.는 일부 충성파 부대들과 비밀경호국만이 남아 방어하고 있음을 알게 된다. 이를 안 조엘은 새미가 헛되이 죽었다고 생각해 술에 취해 화를 내지만, 리는 새미가 근무 중에 죽는 것을 원했을 것이라고 말하며 제시를 위로한다. 리는 새미의 죽음을 기록할 수 없게 되어 그의 시체 사진을 삭제하게 된다.
삼인조는 백악관을 공격하는 서부군에 합류하고, 제시는 사진을 찍기 위해 계속해서 자신을 위험에 빠뜨리고, 리는 전투로 인한 외상 후 스트레스 장애를 겪는다. 서부군이 백악관의 요새 경계를 침범하자 대통령 의전차량을 탄 호송대가 도망치지만 서부군에 의해 전멸당한다. 이것이 기만용 미끼임을 안 세 사람은 대신 서부군 군인들과 함께 백악관 안으로 향한다.
죽은 직원들로 가득 찬 거의 버려진 상태의 건물을 통과하면서, 비밀경호국 요원 한 명이 서부군에게 대통령의 항복과 안전한 통행을 협상하려 하지만 거절당하고 사살된다. 이로 인해 대통령을 경호하던 소수의 비밀경호국 요원들이 서부군이 총격전을 벌인다. 제시는 사진을 찍던 중 총격전에 휘말리지만 리는 그녀를 안전한 곳으로 밀어내고 대신 총에 맞는다. 제시는 카메라에 리의 죽음을 담는다.
제시는 무감정한 상태로 오벌 오피스로 들어가 군인들이 대통령을 책상 밑에서 끌어내어 즉결 처형할 준비를 하는 것을 본다. 잠시 군인들을 만류한 조엘이 대통령에게 할 말이 있냐고 묻자 대통령은 "살려달라"고 말하고 조엘은 그것으로 충분하다고 말하며 군인들을 만류하는 것을 멈추고 이후 제시는 대통령의 시신과 함께 포즈를 취하는 서부군 군인들을 촬영한다.

## 출연
- 커스틴 던스트 - 리 역
- 바그네르 모라 - 조엘
- 스티븐 매킨리 헨더슨 - 새미
- 케일리 스페이니 - 제시
- 제퍼슨 화이트 - 데이브
- 에반 라이 - 보하이
- 넬슨 리 - 토니
- 칼 글루스먼 - 감적수
- 진 하 - 저격수
- 닉 오퍼먼 - 미국 대통령
- 소노야 미즈노 - 애니아
- 조조 T. 깁스 - 서부군 백악관 공격팀 선임하사
- 후아니 펠리스 - 조이 버틀러
- 에드먼드 도너번 - 에디
- 제스 매트니 - 검문소 병사

그 외 출연진으로는 피트와 에디에게 고문을 당한 약탈자 역의 팀 제임스, 백악관을 습격하는 상사와 함께하는 서부군 군인 역의 자레드 쇼, 저스틴 가르자, 브라이언 필포트, 타이완 토네스가 있다. 또한 제시 플레먼스가 언론인들을 총구로 겨누는 인종차별주의자이며 극우민족주의자 민병으로 등장한다.

## 제작

### 기획과 캐스팅
2022년 1월,  《데드라인》은 알렉스 가랜드가 DNA 필름와 공동 제작하는 A24의 영화 각본 및 감독을 맡기로 계약했다고 보도한다. 이후 커스틴 던스트, 바그네르 모라, 스티븐 매킨리 헨더슨과 케일리 스페이니의 출연이 확정되었다. 4월에는 칼 글루스먼이 5월 《데일리 텔레그래프》와의 인터뷰에서 가랜드는 이 영화를 자신의 2022년 영화 《멘》 의 보완 작품이라고 설명하며 "영화는 특정되지 않은 미래의 어느 시점으로, 영화는 우리의 현재 극도로 분열된 상황을 은유적으로 담아낸 SF 알레고리로 작용한다.라고 말했다. 같은 인터뷰에서 가랜드의 이전 영화에서 모두 출연한 적 있는 미즈노 소노야가 출연할 것을 밝혔다.
던스트의 남편인 제시 플레먼스가 원래 캐스팅된 배우가 촬영이 시작되기 며칠 전에 출연이 불가능해지면서 던스트의 제안으로 이름이 나오지 않은 역할애 캐스팅되었다. 가랜드는 플레먼스가 출연할 수 있었던 것이 "놀라운 행운"이라고 불렀다.

### 촬영
본 촬영은 2022년 3월 15일 애틀랜타에서 로드 트립이라는 암호명으로 시작했다. 5월에는 런던에서 이어서 제작되었다. 제작비는 5천만 달러로 당시 A24에서 제작된 영화 중 가장 비싼 영화였다. 일부분은 프로슈머 DJI Ronin 4D 카메라로 촬영되었다.. 영화의 마지막 장면인 워싱턴 DC에 대해서는 알렉스 가랜드와 촬영 감독 롭 하디는 프로덕션 디자이너 케티 맥시, VFX 감독 데이빗 심슨, 군 자문 담당 레이 맨도자와 스턴트 코디네이터 제프 대시노와 여러 원탁 회의를 통해 계획을 세웠다. 워싱턴 거리 장면은 조지아주 스톤 마운틴에서 촬영되었고 백악관 장면은 애틀랜타에 있는 타일러 페리 스튜디오에서 촬영되었다.
2024년 3월 《가디언》과의 인터뷰에서 가랜드는 《시빌 워》이후 감독 직에서 물러나 각본가 집중할 계획이라고 밝혔다.

### 후반 작업
영화 편집자 제이크 로버츠와 음향 편집자 글렌 프리맨틀, VFX 감독 데이비드 심슨과 프레임스토어가 참여했다.

### 음악
벤 솔리즈버리와 제프 베로가 영화의 주제가들을 작곡했다. 영화에는 실버 애플스의 "Lovefingers", 슈어사이드의 "Rocket USA", 데 라 솔의 "Say No Go", 스키드 로우의 "Sweet Little Sister", 스터질 심프슨의 "Breakers Roar", 슈어사이드의 "Dream Baby Dream" 등의 음악들이 사용되었다.

## 개봉

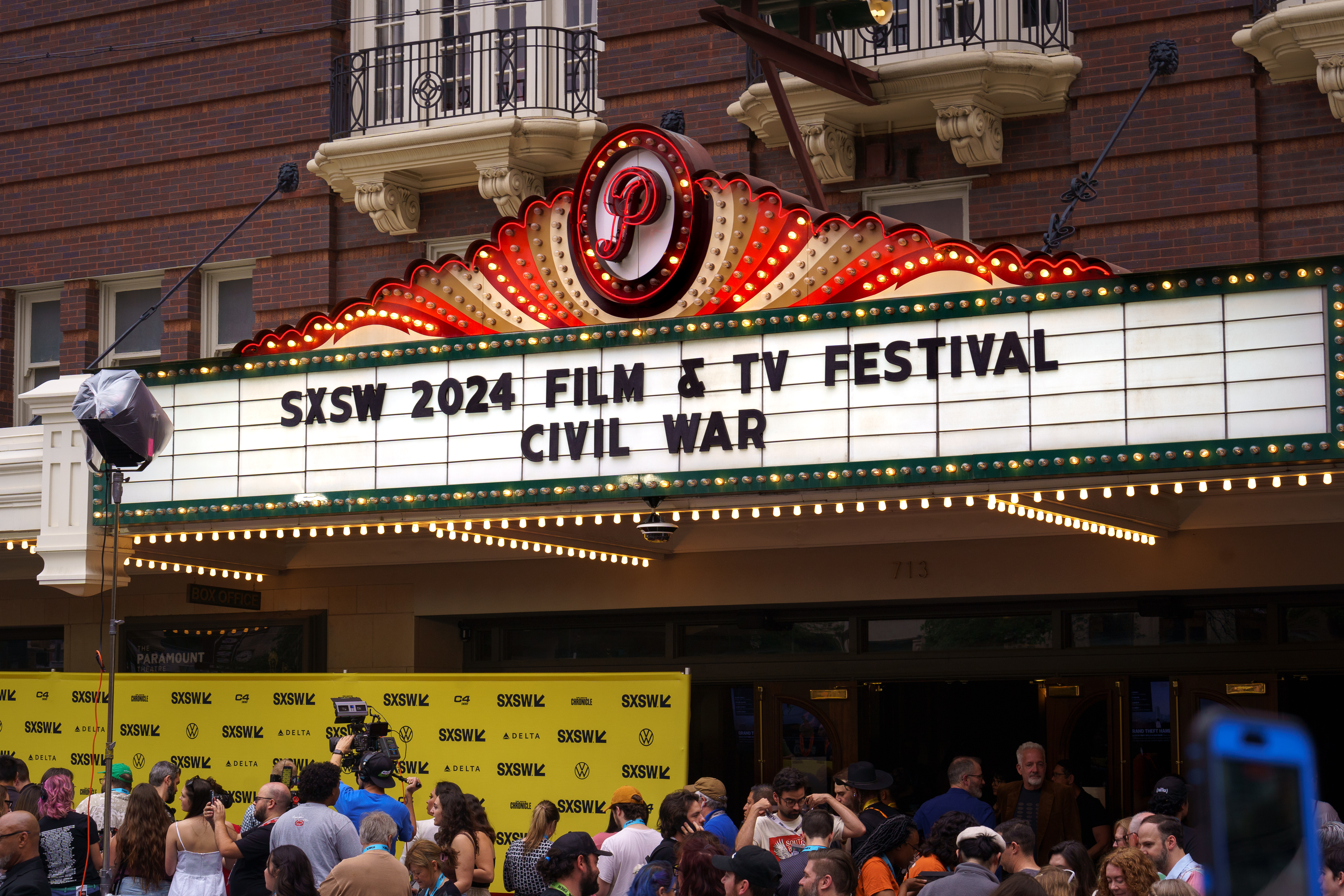
사우스 바이 사우스웨스트에서 열린 세계 최초 시사회

2024년 3월 14일 사우스 바이 사우스웨스트에서 세계 최초로 공개되었으며, 관객들과 비평가들로부터 긍정적인 평가를 받았다.
이 영화는 원래 2024년 4월 26일에 개봉될 예정이었다. 2024년 4월 11일 런던의 BFI IMAX 에서 상영되었고, 2024년 4월 12일 미국에서는 A24를 통해, 영국에서는 엔터테인먼트 필름을 통해 IMAX와 돌비 시네마와 함께 전면 개봉되었다. 2024년 6월 7일 중국 본토에서 개봉했다.
2024년 5월 24일 VOD를 통해 출시되었고 2024년 7월 9일에는 라이온스게이트 홈 엔터테인먼트에서 블루레이, DVD, 울트라 HD 블루레이로 출시되었다. 또한 제29회 부산국제영화제 '오픈시네마'에 초청돼 2024년 10월 야외극장에서 상영되었다.

## 반응

### 흥행
미국과 캐나다에서 6860만 달러, 그 외 지역에서는 5530만 달러를 벌어 전 세계적으로는 1억 2,400만 달러의 흥행 수익을 올렸다.
미국과 캐나다에서 개봉주 주말에 3,838개 극장에서 독립영화 제작사가 R등급 영화 중 역대 최대 규모인 1,800만~2,400만 달러의 수익을 올릴 것으로 예상되었다.  개봉 첫날 1,080만 달러의 수익을 올렸으며, 이 중 290만 달러는 목요일 밤 시사회에서 벌어들인 수익으로 A24에서 개봉한 영화 중 최고 기록이다. 2,570만 달러의 수익을 기록해 A24 역사상 가장 큰 1주차 주말 수익을 올린 유전을 앞지르며 처음으로 박스오피스 1위를 차지한 영화가 되었다. 개봉 주말 관객 중 63%가 남성이었고, 18~34세가 57%를 차지했다. IMAX는 개봉 주말 수익의 16% 이상을 기여했으며, 영화를 보는 주된 이유는 영화의 주제, 액션, 인디 영화에 대한 일반적인 관심이었다(각 그룹이 관객의 3분의 1을 차지했으며 전자가 약간 더 높았다).
2주차 주말에 1,110만 달러(56% 감소)의 수익을 올려 1위를 유지했지만 3주차 주말에는 7백만달러의 수익을 올려 4위로 떨어졌다.
《버라이어티》는 영화의 주제가 미국 중심임에도 불구하고,  5월 19일 기준 영국에서 790만 달러의 수익을 올리고 네덜란드에서 75만 달러의 매출을 올렸으며  또한 브라질, 스페인, 벨기에, 핀란드, 포르투갈에서 박스오피스 1위를 차지해 미국 외 여러 시장에서 좋은 성적을 거두었다고 보도했다.

### 비평가 반응

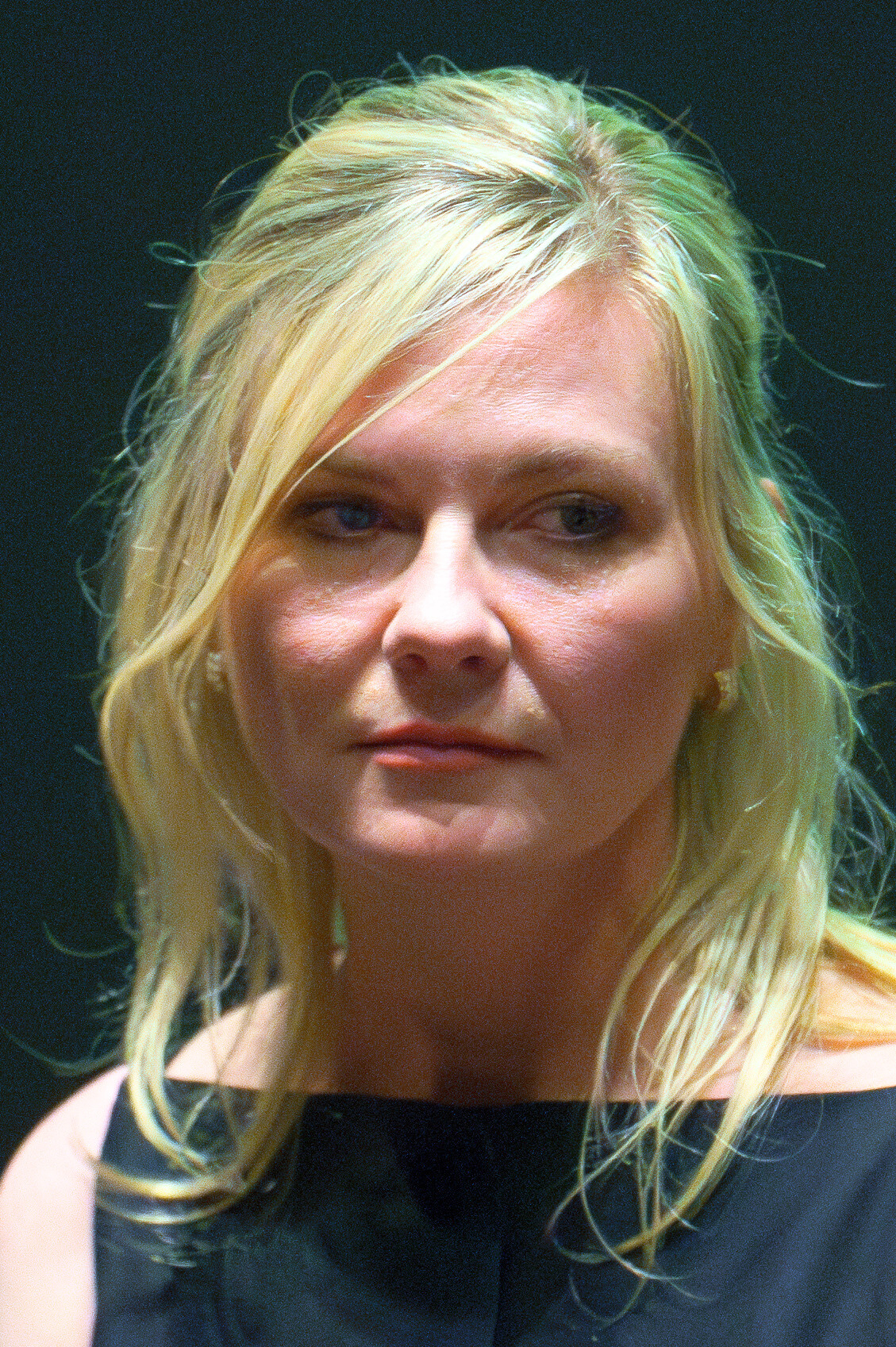
영화 시사회에 참석한 던스트. 던스트의 연기는 영화를 비판하는 사람들로부터도 호평을 받았다.

SXSW 시사회 이후, 리뷰 수집 사이트 로튼 토마토는 비평가들이 이 영화를 "멋지게 촬영된 경고 이야기로, 큰 아이디어가 담겨 있고 커스틴 던스트의 환상적인 연기도 돋보이지만, 일부 관객들에게 놀랄 수도 있다"고 평했다. 비평가들은 "디스토피아 드라마의 아름다움과 강렬함"을 호평하면서도 그 메시지의 효과성은 "논란과 실망의 가능성"이 있다고 지적했다. 로튼토마토에서 394명의 평론가 리뷰 중 81%가 긍정적인 평가를 내렸으며, 평균 평점은 10점 만점에 7.6점이었다. 비평적 합의는  설계상 강하고 불안한 작품으로 위기에 처한 국가의 삶에 대한 폭력적인 불확실성을 가까이서 생생하게 보여준다." 시네마스코어의 관객 여론조사에서는 영화에 A+에서 F까지의 척도에서 평균 "B–" 등급을 받았고, PostTrak에서 여론조사를 실시한 관객들은 영화에 전반적으로 긍정적인 점수를 76% 주었으며, 53%는 영화를 확실히 추천하겠다고 답했다. 《스크린 렌트》는 영화가 전쟁을 묘사한 방식과 핸드헬드 카메라 영상 사용 등 가랜드의 감독적 선택을 영화에 대한 호평의 이유로 꼽았다.
긍정적인 리뷰로 《버라이어티》의 피터 디브루지는 "가랜드는 ‘다 함께 손잡고 화해하자’고 제안할 인물이 아니다. 그의 강력한 비전은 우리를 뒤흔들며, L.A. 폭동을 잠재웠던 "우리는 모두 서로 잘 지낼 수 있을까?"라는 질문을 효과적으로 되풀이한다."라고 썼다 RogerEbert.com에 기고한 맷 졸러 세이츠는 영화를 《가장 위험한 해》 (1982)와 《웰컴 투 사라예보》 (1997)와 같은 "타국의 붕괴를 취재하는 서방 언론인"에 대한 영화와 비교하며 "매우 설득력 있고 불편하다"고 호평했다.
《더 할리우드 리포터》의 로비아 갸르키에 역시 긍정적인 평가를 내리며 "폭력적인 전투 장면들의 정교함과 길이를 보면, 《시빌 워》가 분명히 경종을 울리기 위한 작품임을 알 수 있다. 가랜드는 2020년 이 영화의 각본을 집필하면서 미국이 스스로를 예외적 존재로 신화화하는 기계의 톱니바퀴가 돌아가며 국가를 악몽으로 몰아넣는 모습을 지켜보았다. 이 최신작에서 그는 국가가 어떻게 스스로의 파괴로 맹목적으로 걸어가는가보다는, 그렇게 되었을 때 무엇이 일어나는지에 대해 더 주목하며 경고음을 울리고 있다"고 말했다. 《뉴욕 타임스》의 마놀라 다르기스도 "이렇게 극도로 불편하게 만드는 영화를 본 적이 거의 없고, 던스트처럼 엑스레이처럼 국가의 영혼의 병을 생생하게 표현하는 배우의 얼굴을 본 적도 거의 없다."라고 적었다.
일부 비평가들은 엇갈린 반응을 보였다. 《워싱턴 포스트》의 에이미 니콜슨은 이 영화를 "전투원과 희생자들에 대해 차갑고 의도적으로 무관심하다"라고 평했지만 "비록 인간이 어떤 원칙을 진정으로 수호하기보다는 사소한 불만으로 서로를 더 잘게 찢어놓는 경향이 있음을 암시할 때조차, 이 영화는 시적으로, 깊이 진실되게 느껴진다고 평가했다."고 썼다.
《데드라인 할리우드》의 발레리 콤플렉스는 부정적인 평가를 내며 "이 영화는 유색인종 캐릭터들을 잔혹함의 매개체로 활용한 점이 더 깊이 탐구될 필요가 있었다. … 결국 《시빌 워》는 놓쳐버린 기회처럼 느껴진다. 분열과 갈등에 휩싸인 미국을 그린 감독의 목표는 우리 사회의 현재 분열에 대한 성찰의 가능성을 담고 있다. 그러나 빈약한 캐릭터 구축, 맥빠지는 서사, 그리고 본질보다 볼거리에 과도하게 의존하는 연출은 몰입감을 떨어뜨렸다."

타임 의 스테파니 자카렉은 " 《시빌 워》는 현대 미국을 배경으로 한 전형적인 황량한 좀비 영화의 분위기를 풍기지만, 평균적인 조지 A. 로메로 작품보다 훨씬 떨어진다. 때로는 자신에 대해 유머 감각을 가진 B급 영화가 과도하게 진지하고 비탄에 잠긴 영화보다 한 나라의 절망에 대해 더 많은 것을 말해줄 수 있다. … 우리는 정말 더 암울한 미래의 가능성을 상상하고, 그 현실을 우리 코앞에 들이밀어주는 영화를 필요로 하는가?"라고 평했다.
영화의 민주주의 퇴행과 정치적 양극화 심화에 대한 경고 등 현재 정치 상황에 대한 접근 방식은 호평과 혹평을 모두 받았다.